# Burrill Phillips
Leroy Burrill Phillips (Omaha (Nebraska), 9 november 1907 – Berkeley (Californië), 22 juni 1988) was een Amerikaans componist, muziekpedagoog en pianist. Hij was een zoon van Leroy G Phillips (1877-1930) en Ann E. Phillips.

## Levensloop
Phillips studeerde bij Edwin Stringham aan het Denver College of Music en bij Howard Hanson en Bernard Rogers aan de Eastman School of Music in Rochester (New York) en behaalde aldaar zijn Bachelor of Music en zijn Master of Music. In 1933 studeerde hij aan de Eastman School of Music af. 
Van 1933 tot 1949 alsook van 1965 tot 1966 was hij docent voor muziektheorie en compositie aan de Eastman School of Music in Rochester (New York). Van 1949 tot 1964 en van 1966 tot 1968 was hij docent en later professor aan de Universiteit van Illinois in Champaign-Urbana. In 1968 en 1969 was hij professor aan de Juilliard School of Music in New York en van 1972 tot 1973 was hij professor aan de Cornell University te Ithaca (New York). Hij was docent binnen het Fulbright-programma in Barcelona (Spanje) van 1960 tot 1961 en kon in 1942/1943 alsook van 1961 tot 1962 met een studiebeurs van de Solomon R. Guggenheim Foundation studeren. 
Op 17 september 1928 huwde hij met Alberta Corrine Mayfield, die verschillende van zijn libretto's schreef. Samen hadden zij een dochter (Ann Phillips Basart) en een zoon (Stephen Phillips). 
Het eerste belangrijke werk schreef hij als componist in 1933 met Selections from McGuffey’s Reader, voor orkest gebaseerd op gedichten van Henry Wadsworth Longfellow en Oliver Wendell Holmes sr.. Een standaardwerk uit de solo literatuur schreef hij met zijn Concertstuk, voor fagot en strijkorkest hij later ook bewerkte voor harmonieorkest. 

## Composities

### Werken voor orkest
- 1933 Selections from McGuffey's Reader, suite voor orkest
  1. The One-Horse Shay - tekst: Oliver Wendell Holmes sr.
  2. John Alden and Priscilla - tekst: Henry Wadsworth Longfellow
  3. Midnight Ride of Paul Revere - tekst: Henry Wadsworth Longfellow
- 1935 Courthouse Square
- 1938 American Dance
- 1940 Concertstuk, voor fagot en strijkorkest (of piano)
- 1943 Symphony concertante, voor orkest
- 1959 Drie lichte stukken, voor strijkorkest
- 1962 Perspectives in a Labyrinth, voor drie strijkorkesten
- 1965 Soleriana Concertante, voor kamerensemble
- Tom Paine, ouverture voor orkest
- Variations, fuguing and rondo, voor orkest

### Werken voor harmonieorkest
- 1965 Concertstuk, voor fagot en harmonieorkest
- 1968 Fantasia
- 1972 Yellowstone, Yates en Yosemite, voor tenorsaxofoon en harmonieorkest
- 1982 Fanfare, voor groot koperensemble (2 trompetten, 2 hoorns, 3 trombones, eufonium, tuba) en slagwerk

### Oratoria
- Expectatio Justorum, oratorium

### Muziektheater

#### Opera's
| Voltooid in | titel          | aktes                  | première                          | libretto         |
| ----------- | -------------- | ---------------------- | --------------------------------- | ---------------- |
| 1947        | Don't We All   |                        | 9 mei 1949, Rochester (New York), | Alberta Phillips |
| 1981-1982   | The Unforgiven | Proloog en 3 bedrijven |                                   | Alberta Phillips |

#### Toneelmuziek
- Step Into My Parlor - tekst: Thelma Biracree

### Werken voor koor
- 1948 The Hag, voor vrouwenkoor (SSAA) a capella - tekst: Robert Herrick
- 1949 What will love do, voor vrouwenkoor (SSAA) a capella - tekst: Robert Herrick
- 1953 A Bucket of water, voor gemengd koor - tekst: Alberta Phillips
- 1956 The Return of Odysseus, dramatisch koraalwerk in zes delen voor bariton, spreker, gemengd koor en orkest - tekst: Alberta Phillips
- 1957 Tell me where is fancy bred, voor gemengd koor - tekst: William Shakespeare
- 1967 That Time May Cease, voor gemengd koor - tekst: uit Christopher Marlowes  "Doctor Faustus"

### Vocale muziek
- 1974 Eve Learns a Little, voor zangstem en piano
- 1977 The recesses of my house
- 1985 Song in a winter night, voor sopraan en piano - tekst: Lou B. ("Bink") Noll
- 1985 Letters from Italy Hill - landscape with figures, voor sopraan solo, dwarsfluit, klarinet, 2 violen, altviool, cello en piano - tekst: Alberta Phillips

### Kamermuziek
- 1941 Piece, voor zes trombones
- 1949 Sonate, voor viool en klavecimbel
- 1953 Prelude for brass quartet, voor 2 trompetten en 2 trombones
- 1953 Four figures in time, voor dwarsfluit en piano
- 1960 Strijkkwartet nr. 2
- 1961 Trio, voor trompetten
- 1962 Conversations, voor viool en altviool
- 1963 Dialogues, voor viool en altviool
- 1976 Huntingdon twos and threes, voor dwarsfluit, hobo en cello
- 1977 Music for This Time of Year, voor blaaskwintet (dwarsfluit, hobo, klarinet, hoorn en fagot)
- 1985 Canzona VI, voor dwarsfluit, hobo, klarinet, hoorn en fagot
- A Rondo of Rondeaux, voor altviool en piano
- Canzona III, voor spreker, dwarsfluit, klarinet, trompet, viool, cello, vibrafoon en piano - tekst: Alberta Phillips
- Partita on two Russian folk songs, voor viool, altviool, cello en piano

### Werken voor orgel
- Sonata de Camera

### Werken voor piano
- 1935 Courthouse Square
- 1942 Sonate nr. 1
- 1945 A Set of Three Informalities
  1. Blues
  2. Scherzo
  3. Sonatina
- 1946 Three Divertimenti
  1. Fancy Dance
  2. Homage to Monteverdi
  3. Brag
- 1946 Toccata
- 1952 Sonate nr. 3
- 1960 Sonate nr. 4
- 1957 The Chatterer
- 1961 Five various and sundry
- 1963 Serenade, voor piano vierhandig
- Katmanusha
- Little song
- Play Ball, voor twee piano's

## Publicaties
- Our Young Opera Composers, in: Music Journal 19 (april 1961): p. 47